# Tarnowiec (powiat złotowski)
Tarnowiec – wieś krajeńska w Polsce położona w województwie wielkopolskim, w powiecie złotowskim, w gminie Tarnówka w odległości 4 kilometrów od siedziby gminy.
W latach 1975–1998 miejscowość administracyjnie należała do województwa pilskiego.
Sołectwo "Tarnowiec" zostało utworzone w 1990 roku, obszar wchodzący w jego skład był nazywany do roku 1989 "Wybudowaniem Tarnówki". Jest to miejscowość o luźnej zabudowie, rozciągnięta wzdłuż drogi powiatowej Tarnówka - Krajenka. Znajduje się tutaj dobrze zachowane grodzisko typu pierścieniowego z IX wieku, o wałach ziemnych wysokości 6 m. We wnętrzu grodziska znajdują się duże ilości fragmentów ceramiki. Na początku lat 90. został tu zbudowany młyn zbożowy na bazie istniejącej wcześniej "Rolniczej Spółdzielni Produkcyjnej".